# (38386) 1999 RH182
1999 RH182 (asteroide 38386) é um asteroide da cintura principal. Possui uma excentricidade de 0.10241970 e uma inclinação de 11.17581º.
Este asteroide foi descoberto no dia 9 de setembro de 1999 por LINEAR em Socorro.